# NAFC-kampioenschap 1947
Het NAFC-kampioenschap 1947 (North American Nations Cup) was de 1e editie van het NAFC-kampioenschap, georganiseerd door North American Football Union. De NAFC werd in 1946 opgericht en organiseerde een jaar later dit toernooi. De Verenigde Staten stuurden niet een 'Nationaal team' maar het elftal van Ponta Delgada S.C. uit Fall River. Het toernooi werd gespeeld op Cuba. Mexico won het toernooi.

## Speelstad
| Havana                                   | · Havana Speellocatie ( Cuba) |
| Stadion 'La Tropical' Capaciteit: 30.000 | · Havana Speellocatie ( Cuba) |
|                                          | · Havana Speellocatie ( Cuba) |

## Eindstand
| Land             | Wed | W | G | V | DV | DT | Ptn |
| ---------------- | --- | - | - | - | -- | -- | --- |
| Mexico           | 2   | 2 | 0 | 0 | 8  | 1  | 4   |
| Cuba             | 2   | 1 | 0 | 1 | 6  | 5  | 2   |
| Verenigde Staten | 2   | 0 | 0 | 2 | 2  | 10 | 0   |

## Wedstrijden
|                                 |                                                                                              |       |                  |                                                          |
| 13 juli 1947 «onderlinge duels» | Mexico                                                                                       | 5 – 0 | Verenigde Staten | Stadion 'La Tropical', Havana Scheidsrechter: José Tapia |
| 13 juli 1947 «onderlinge duels» | Adalberto López 3' Adalberto López 35' Angel Segura 53' Rodrigo Ruíz 78' Adalberto López 85' |       |                  | Stadion 'La Tropical', Havana Scheidsrechter: José Tapia |

|                                 |          |       |                                                         |                                                         |
| 17 juli 1947 «onderlinge duels» | Cuba     | 1 – 3 | Mexico                                                  | Stadion 'La Tropical', Havana Scheidsrechter: Sam Galin |
| 17 juli 1947 «onderlinge duels» | Pico 42' |       | Carlos Septién 30' Angel Segura 53' Adalberto López 83' | Stadion 'La Tropical', Havana Scheidsrechter: Sam Galin |

|                                 |      |                       |                  |                               |
| 20 juli 1947 «onderlinge duels» | Cuba | 5 – 2                 | Verenigde Staten | Stadion 'La Tropical', Havana |
| 20 juli 1947 «onderlinge duels» |      | Ed Souza Ed Valentine |                  | Stadion 'La Tropical', Havana |

| Winnaar NAFC-kampioenschap 1947 |
| ------------------------------- |
|                                 |
| MEXICO 1ste titel               |